# Kostel svatého Jakuba (Kysucké Nové Mesto)
Farní kostel svatého Jakuba stojí v Kysuckém Novém Mestě nedaleko hlavního náměstí. Je zasvěcen patronovi města svatému Jakubovi. Kostel zde stojí od 13. století, byla však v minulosti několikrát zničen požárem a přestavěn.

## Historie
První zmínky o kostele pocházejí z roku 1284, kdy byl pravděpodobně dřevěný. Z této doby se však nic nedochovalo, protože v roce 1591 zcela vyhořel i s okolními budovami. Nově postavený kostel byl kamenný, zakončený klenbou. Měl kamennou věž se 4 zvony. Vstupní síň zůstala dřevěná. V roce 1643 se připomínají také věžní hodiny, které byly znakem města. Uvnitř kostela byly dva oltáře a krypta rozdělená na tři části. V presbytáři byli pohřbeni kněží a členové rodu Suňogů. V lodi byli pohřbeni zámožnější občané a pod lavicemi je krypta rodu Hrabovských, která existuje dodnes, ale je veřejnosti nepřístupná. Od 10. listopadu 1665 do roku 1673 byl kostel v rukou luteránů. V roce 1710 byl postaven boční oltář svatého Jana Křtitele. V roce 1719 kostel dostal nový bohatě zdobený hlavní oltář s obrazem svatého Jakuba, který mohl být čas od času podle církevního kalendáře měněn za jiný obraz. O rok později byla zvýšena věž. Ze starých zvonů byl zhotoven jeden nový o váze 172 kg s obrazem svatého Jakuba a Panny Marie. Zvon nesl také erb rodu Suňogů. Postavena byla také dvoupatrová fara, protože předchozí dřevěná se již rozpadala.
Dne 23. května 1748 město opět zachvátil požár. Shořel dřevěný vstup. Nový vchod byl pak vybudován u oltáře Svaté rodiny na jižní straně a zpevněn přístavbou. V té době byl kostel jednolodní s půlkruhovým závěrem. Byl zaklenut pruskou klenbou s meziklenbovými pásy. Průčelí bylo členěno pilastry. Okna byla zvětšena a chór byl zvenčí přístupný pouze mužům, učňům a tovaryšům. V roce 1749 byla v kostele doplněna nová dlažba. V následujícím roce je zmiňována věž s dvojitou cibulovou střechou a pozlaceným křížem zakončeným obrazem svatého Jakuba. Roku 1763 byla přestavěna věž nad hlavním oltářem, odkud zvon ohlašoval čtení evangelia. V roce 1789 dostal kostel nové varhany za 500 zlatých.
V roce 1904 byl kostel opět zničen požárem. Oheň vážně poškodil trámy, které prohořely. Zvony, které držely na trámech, se zřítily, prorazily střechu kostela a roztavily se. Shořely věžní hodiny, vzácné obrazy, Svátost oltářní a další cenné předměty. Po rozsáhlých škodách byl kostel v roce 1906 rekonstruován v novorománském slohu. Architektem přestavby byl Juraj Cigler a rekonstrukci provedl stavitel Ján Fulda.

## Současná podoba
Od roku 1906 se do fasády kostela vážněji nezasahovalo, takže si zachovala novorománskou podobu. Byly provedeny pouze drobné úpravy, jako například instalace ústředního topení, výměna zvonů, nová omítka a věž byla pokryta novým měděným plechem.

### Exteriér
Do kostela vedou těžká dubová vrata, zavěšená na masivním ozdobném kování. Podobné, ale menší dveře jsou i u vstupu do obou bočních lodí. Zadní část průčelí má jako většina gotických staveb opěry. Na hlavní věži jsou na třech stranách seskupená okna s mohutnými žaluziemi, která jsou  půlkruhovými oblouky. Věž je zakončena těžkým betonovým křížem. Před kostelem stojí barokní pískovcový kříž z roku 1796, který jako jeden z mála nebyl poškozen velkým požárem. Vedle kostela se nacházejí dva hroby. Jeden patří faráři a děkanovi Jánu Lottnerovi a druhý faráři Jánu Póstovi. Kolem kostela je plot s betonovými sloupy, mezi nimiž jsou kované ozdobné rámy vyplněné pletivem.

### Interiér
V současnosti se jedná o trojlodní stavbu s polygonálním závěrem presbytáře. V bočních lodích jsou dřevěné ručně vyřezávané lavice. Oltáře jsou zhotoveny z keramických dílů, především z obavy před požáry. Nad hlavním oltářem se nachází svatostánek s vysokou sochou svatého Jakuba, kterému je kostel zasvěcen. Oltář a část za ním nesou prvky gotického slohu. V horní části je zakončen fiálami, na kterých se nacházejí kraby. Uprostřed se nachází náboženský obraz velkých rozměrů. Prvky s organickým vzorem jsou zvýrazněny zlatem. Najdeme zde zejména vzor lilií, ale také trojlístky a čtyřlístky. Za hlavním oltářem se nachází kulaté okno, které do kostela přivádí východní světlo. Stěny kostela dosahují na některých místech tloušťky až dvou metrů. Stropy zdobí malby s náboženskými motivy. Na levé straně hlavní lodi, v blízkosti oltáře, byla vybudována sakristie, ze které vedou schody na kazatelnu. Ta se od ozvučení kostela již nepoužívá. Kostel je zaklenut valenou klenbou s lunetami. V boční kapli je socha Kalvárie od neznámého barokního umělce. Kruchta je rozdělena na několik částí a nesena odstupňovanými sloupy, které nemají hlavice; jsou zde rovněž krakorce. Stoupá s tam po točitém schodišti z betonu, které dál pokračuje ke zvonům, kterých je zde pět. Počet schodů na věži je 92.

## Kaple Svatého kříže
Kapli Svatého kříže postavil v roce 1740 Mikuláš Kubica. Měla dvě okna na jih a jedno velké směrem k faře. Průčelí bylo upraveno na zvonici se dvěma zvony. Jeden z nich byl později prodán do Nesluše pro tamní dřevěný kostel. Zůstal jen umíráček, který věnoval zakladatel Ján Juráček (dnes se nepoužívá). Na oltáři byl misijní kříž z roku 1739. Chór kaple dostala až později, chodilo se tam zvenčí po dřevěných schodech dveřmi upravenými z původního okna. Obnovena byla v roce 1940. Vymaloval ji mistr Ján Škorvánek a byla v ní položena nová podlaha. V kapli se nachází nejcennější barokní oltář na Kysucích, na kterém je místy až pět přemaleb.

## Galerie

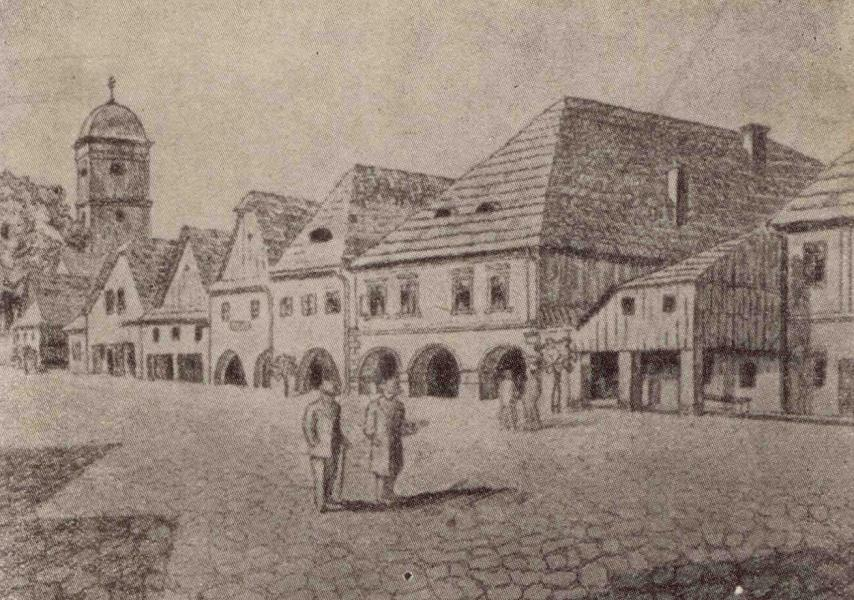
Náměstí s kostelem v minulosti
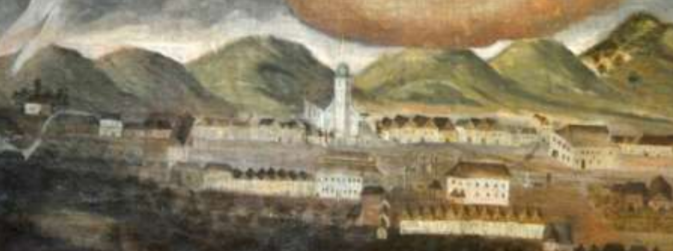
Kostel s baňatou střechou v minulosti
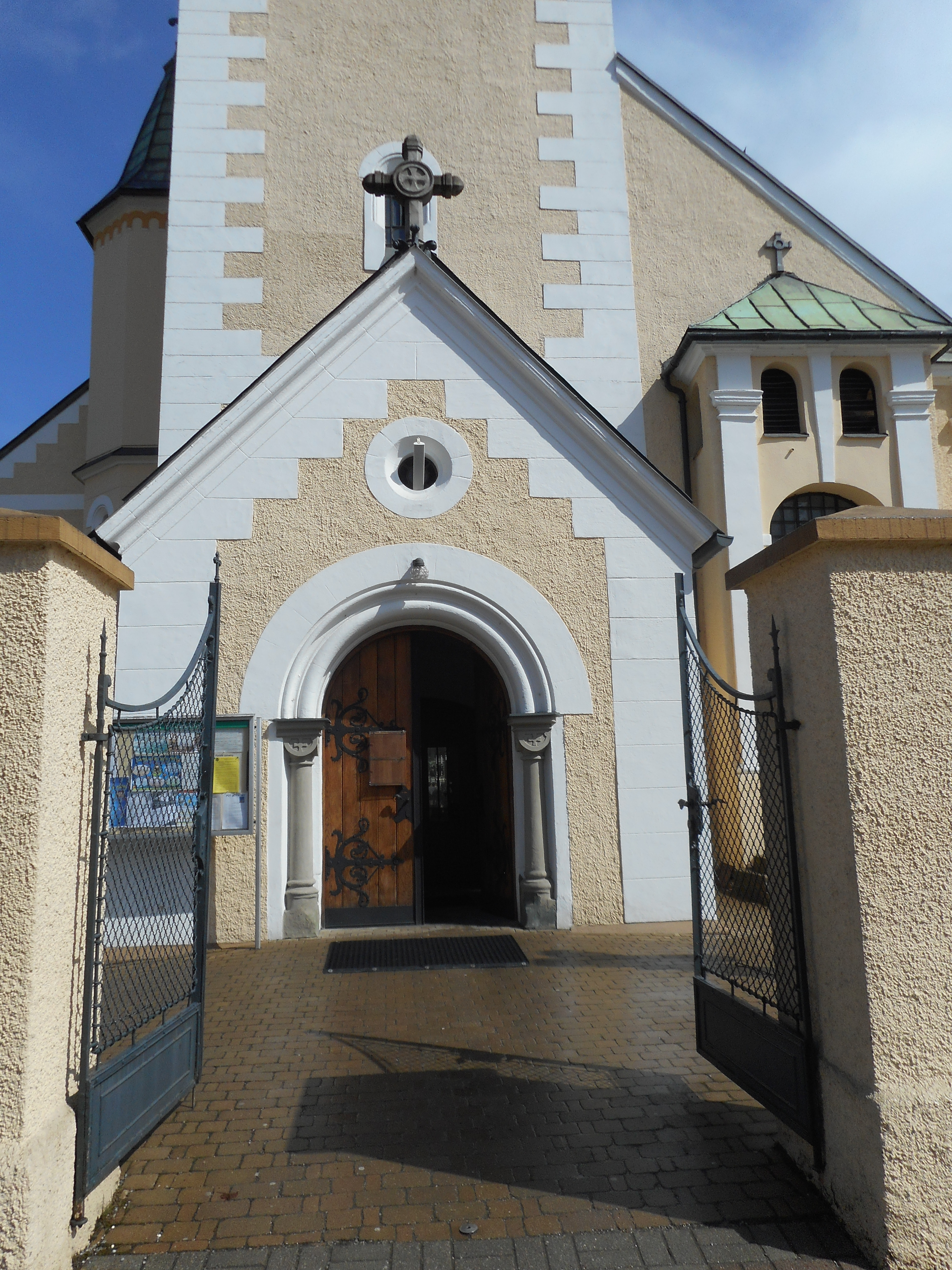
Vstup do kostela
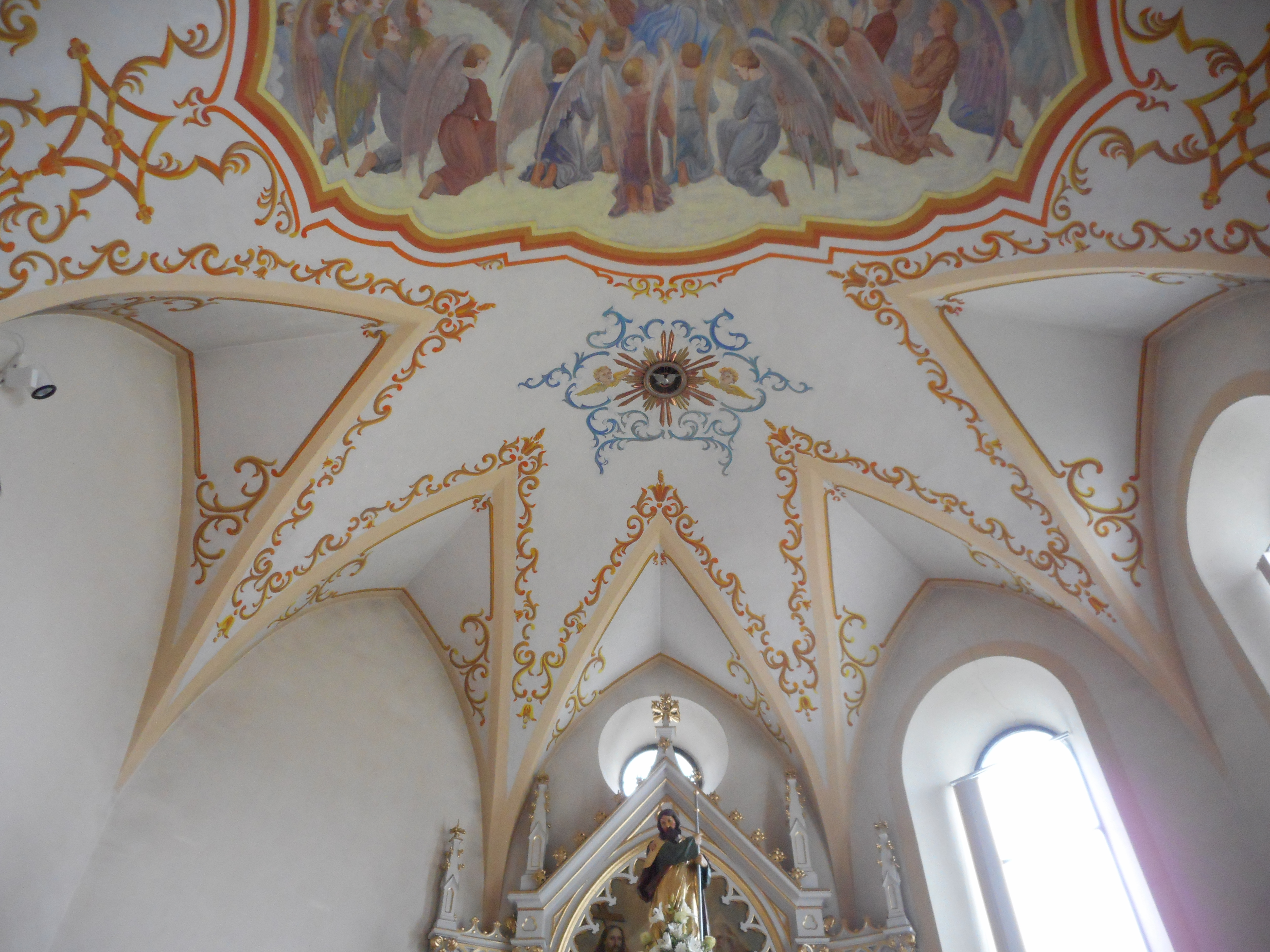
Klenba nad hlavním oltářem
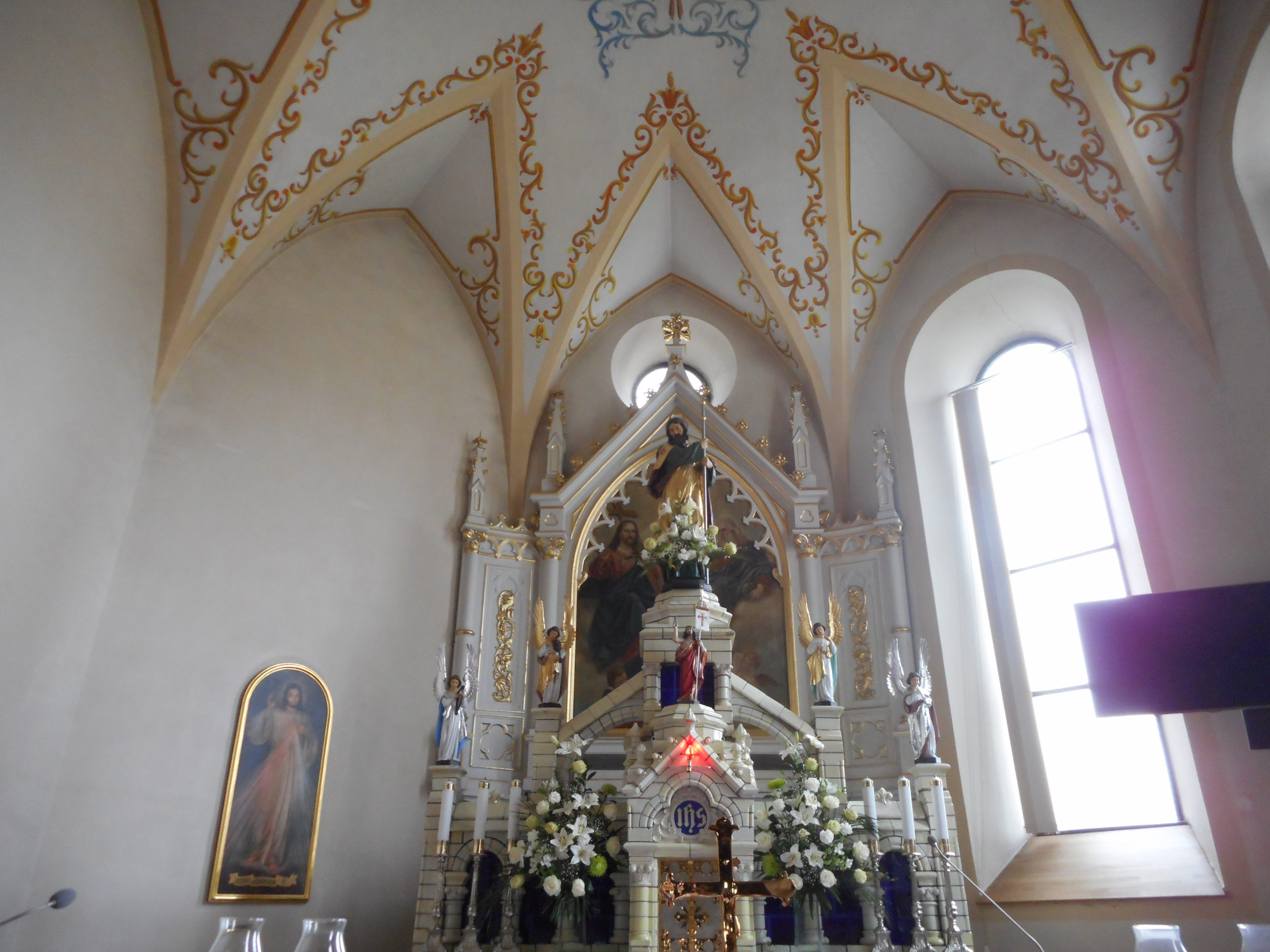
Hlavní oltář sv. Jakuba
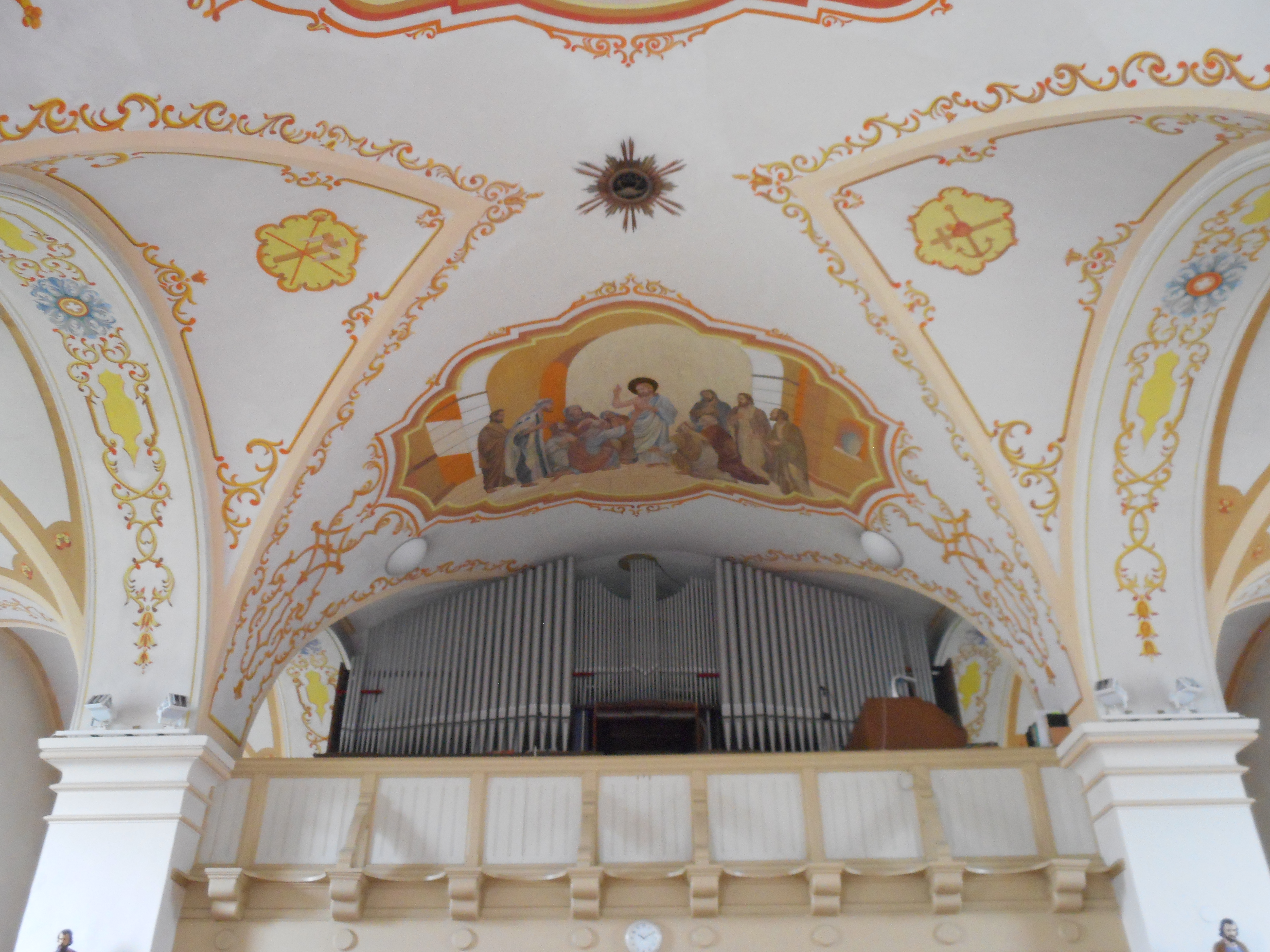
Kruchta s krakorci
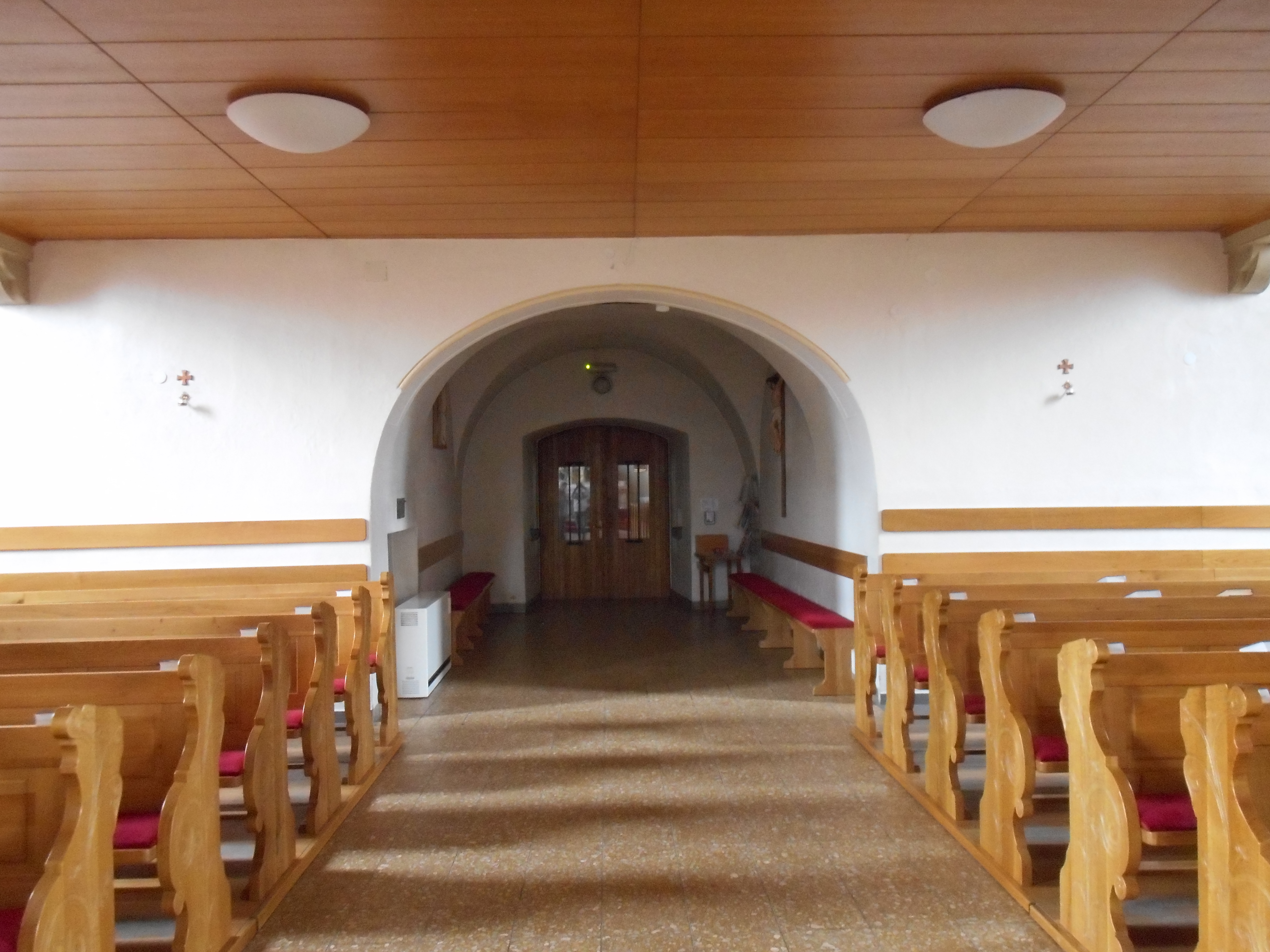
Vchod
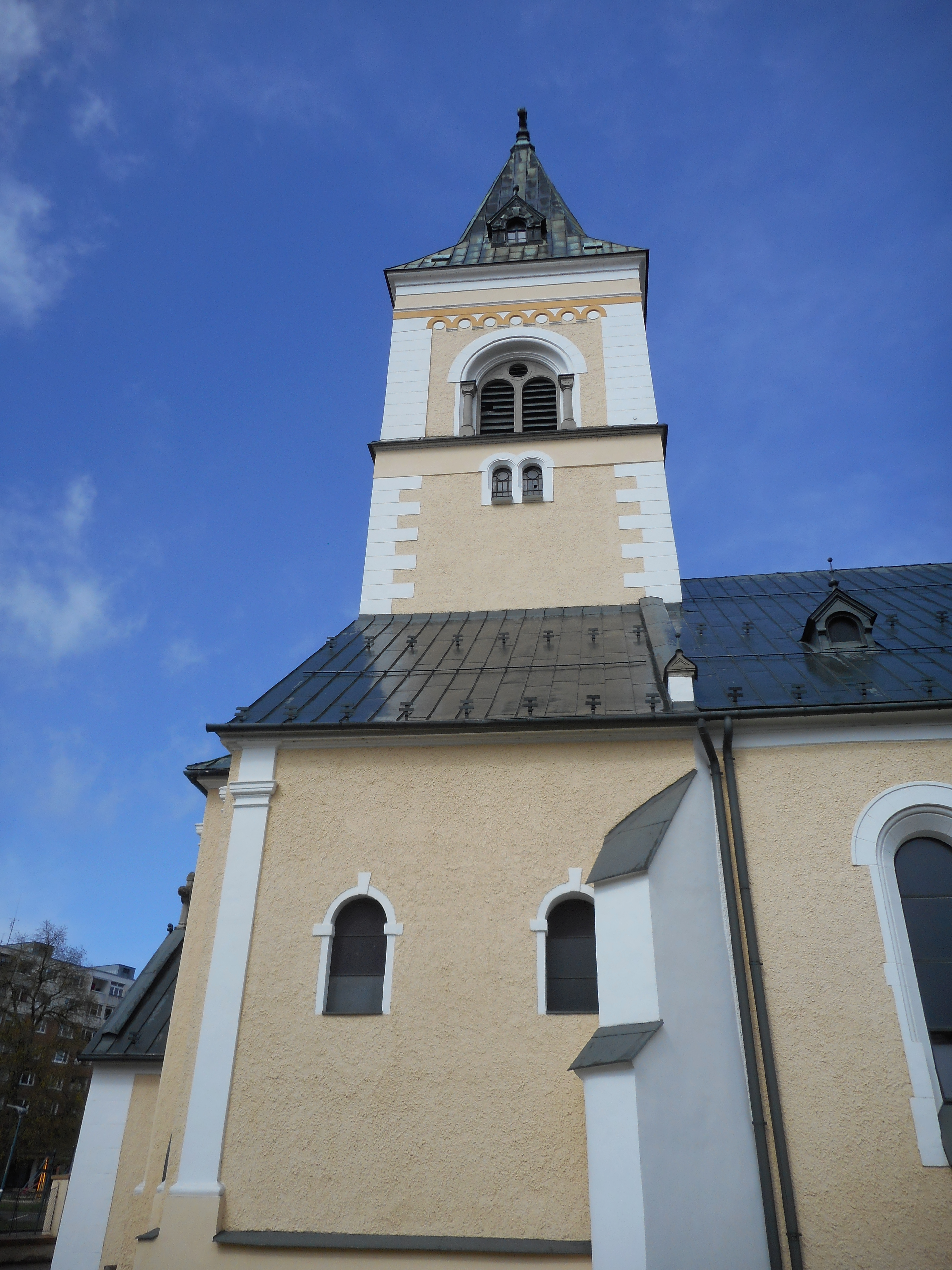
Kostel od jihu